# Atraso cambiario

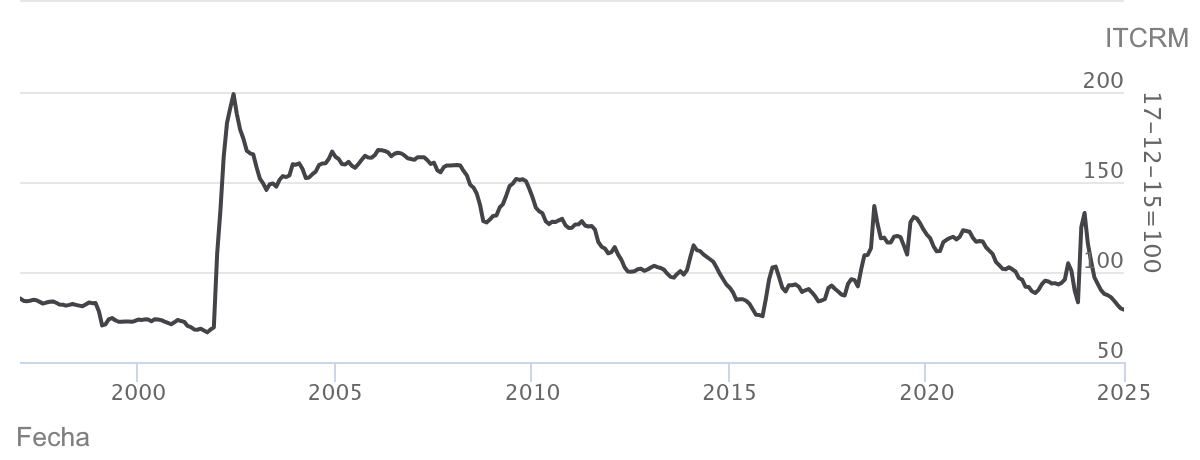
El ITCRM mide los precios relativos de la economía argentina con respecto al de sus 12 principales socios comerciales. Se podría considerar que ha habido atraso cambiario en los valores de alrededor de 100 e inferiores.

El atraso cambiario o retraso cambiario es un fenómeno económico que sucede cuando una economía sobrevalua artificialmente su tipo de cambio oficial de forma prolongada frente a los países con los que comercia. Así, la moneda local tiene un mayor valor del que debería.
Debido a su sobrevaloración, la moneda local tendrá un tipo de cambio oficial que no refleja adecuadamente el valor real de los precios en su economía. De ahí el término "atraso", pues la cotización de su moneda está "atrasada" en relación a sus precios. Por ende, se distorsionan los precios relativos entre su propia economía y las economías extranjeras: los precios locales (en términos reales) se encarecen para las divisas extranjeras, pero para la moneda local se abaratan los precios del exterior.
Como resultado, el abaratamiento de los precios relativos extranjeros fomenta las importaciones y el turismo de compras. Sin embargo, afecta negativamente a la competitividad de los exportadores, ya que la ganancia que obtienen en divisa extranjera se reduce al convertirla a su moneda local. Esto disminuye su margen de ganancia, ya que el tipo de cambio desfavorable reduce la diferencia entre su punto de equilibrio y el precio de mercado de lo que venden.
El atraso cambiario, entre otras razones, puede originarse cuando la cotización del tipo de cambio oficial de la economía no se ajusta adecuadamente al ritmo de su inflación, cuando la autoridad monetaria directamente intervino sobrevaluando la cotización del tipo de cambio, o cuando la redenominación de una moneda antigua tiene un nuevo tipo de cambio más apreciado. A su vez, el motivo por el que no se ajuste puede deberse a que la unidad monetaria tiene un tipo de cambio fijo, un régimen cambiario de Crawling Peg o dentro de bandas (por lo que no puede devaluarse lo necesario), o porque la autoridad monetaria interviene en el tipo de cambio y decidió que el mismo no se corrigiera tras el atraso.

## Argumentos a favor y en contra
Uno de los principales argumentos a favor de implementar una política de atraso cambiario (generalmente de manera temporal) es en situaciones donde la economía enfrenta una inflación persistente y sus ciudadanos ahorran en una divisa extranjera (así devaluando la moneda local y contribuyendo más a la inflación). Aplicar el atraso cambiario apreciaría artificialmente la moneda local que se había estado devaluando. Entonces los ciudadanos volverían a ahorrar en su moneda, pues sus ahorros en divisa extranjera perderían valor frente a la sobrevaloración de la moneda local. El resultado esperado es que cuando los ciudadanos empiecen a adquirir su moneda local, la misma se aprecie naturalmente, lo cual contribuiría a reducir la inflación. Para poder disminuir la inflación más efectivamente, la política de atraso cambiario puede ser acompañada de una política de ajuste fiscal contra la inflación. Ya que si la inflación perdura a pesar del atraso cambiario, las consecuencias pueden ser dañinas para la economía.
Los argumentos en contra del atraso cambiario han sido múltiples. Como el atraso cambiario trae un aumento de las importaciones y disminución de las exportaciones, entonces acaba resultando en un aumento del déficit de la balanza comercial. El déficit comercial dificulta la llegada de divisas extranjeras al país y consecuentemente disminuye las reservas internacionales de su Banco central. Esto a su vez, aumenta la demanda de divisas extranjeras, acentuando aún más la distorsión entre el tipo de cambio sobrevaluado y su valor real. Asimismo, esto puede devenir en la toma de deuda externa para mantener la oferta de divisas extranjeras o en la implementación de un cepo cambiario como medida para restringir la compra de divisas extranjeras. Sin embargo, el cepo deteriora la libertad económica de los agentes económicos, lo cual se traduce en una disminución de las inversiones, del turismo hacia el exterior y (en el caso de que la economía sea inflacionaria y se ahorre en una divisa extranjera) del poder adquisitivo. Todas estas consecuencias generalmente conllevan a la necesidad de un mercado negro de divisas donde se pueda adquirir divisas libremente.
Un importante desafío es el proceso para terminar con el atraso. Generalmente, los agentes económicos suelen querer volver a un tipo de cambio equilibrado, debido al déficit de las exportaciones y la balanza comercial. No obstante, volver a un tipo de cambio equilibrado partiendo de una divisa atrasada presenta muchos inconvenientes. El mayor problema es que el tipo de cambio solo puede conseguir un valor equilibrado vía tres maneras distintas: que suban los precios de las economías extranjeras, que bajen los precios de la economía local (reduciendo considerablemente las ganancias de los vendedores domésticos), o que se devalúe el tipo de cambio nominal de la moneda local (que puede traer un gran aumento de la inflación). Una solución para lograr armoniosamente el equilibrio cambiario es que se tomen políticas económicas que busquen atraer inversores extranjeros, para que así adquieran la moneda local y aumenten su demanda. De esta forma, la apreciación de la moneda local sería real, debido a su demanda por parte de los inversores extranjeros. Es decir que ya no se trataría más de una sobrevaloración artificial sino de una apreciación real por parte del mercado.